# 施耐德1919年式75毫米山炮

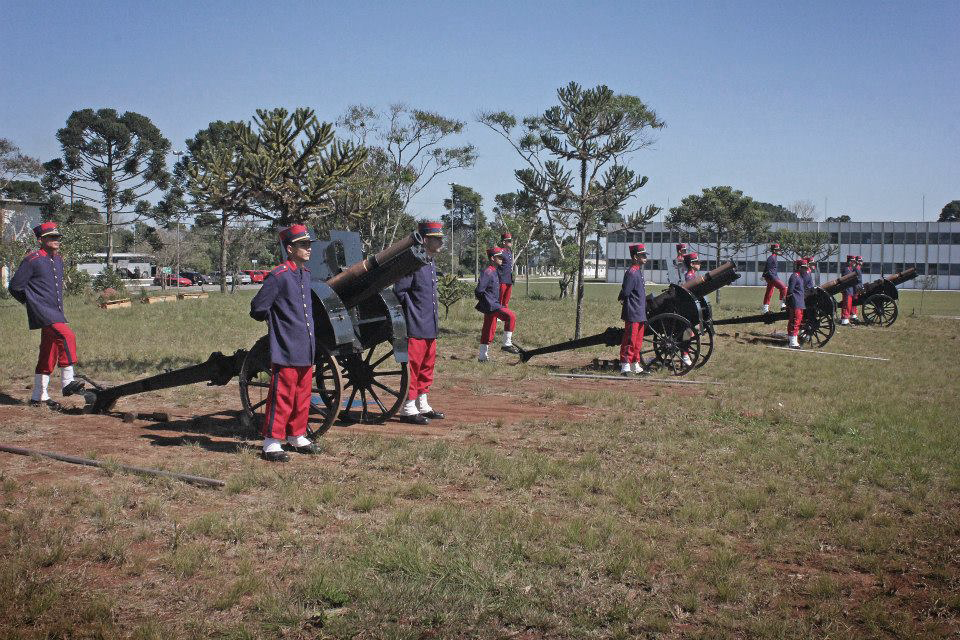
Ceremonial battery of the Brazilian Army composed by four Schneider canons during a gun salute

施耐德1919年式75毫米山炮是第一次世界大战后法国施耐德公司设计制造的山炮。1930年代中国采购使用时称为“士乃德重山炮”。
山炮可拆成七大块携行。

## 用户
- 巴西
- 希腊：每个师辖一个炮兵团，装备16门75毫米山炮，8门施耐德1919年式105毫米野炮（英语：Canon Court de 105 M(montagne) modèle 1919 Schneider）。12个师装备了192门75毫米山炮。
- 巴拉圭
- 南斯拉夫王国
- 纳粹德国使用缴获品，命名为7.5 cm GebK 237(f)[2]
- 中华民国：1936年5月，广东军阀陈济棠购买了12门。